# Southern Accents
Albums de Tom Petty and the Heartbreakers
Long After Dark
(1982) Pack up the Plantation: Live!
(1985)
Southern Accents est le sixième album du groupe de rock Tom Petty and the Heartbreakers, il est sorti en 1985.

## Titres
Toutes les chansons sont écrites et composées par Tom Petty, sauf indication contraire.
| 1. | Rebels                         |                         | 5:21 |
| 2. | It Ain't Nothin' to Me         | Tom Petty, Dave Stewart | 5:12 |
| 3. | Don't Come Around Here No More | Tom Petty, Dave Stewart | 5:07 |
| 4. | Southern Accents               |                         | 4:44 |

| 5. | Make It Better (Forget About Me) | Tom Petty, Dave Stewart | 4:23 |
| 6. | Spike                            |                         | 3:32 |
| 7. | Dogs on the Run                  |                         | 3:40 |
| 8. | Mary's New Car                   |                         | 3:47 |
| 9. | The Best of Everything           |                         | 4:03 |

## Musiciens

### Tom Petty and the Heartbreakers
- Tom Petty : chant, guitare, piano, claviers, percussions, guitare basse
- Mike Campbell : guitare, basse, dobro, claviers, chant, slide guitare
- Howie Epstein : basse, chant
- Benmont Tench : piano, claviers, chant, vibraphone
- Stan Lynch : batterie, percussions, clavier, chant

### Autres musiciens
- William Bergman : saxophone, cor, voix
- John Berry, Jr. : trompette, cor
- Ron Blair : basse
- Dick Braun : trompette, cor, voix
- Sharon Celani : voix
- Jim Coile : cor, saxophone, voix
- Malcolm Duncan : saxophone
- Molly Duncan : saxophone
- Dean Garcia : basse
- Bobbye Hall : percussions
- Jerry Hey : cuivres
- Garth Hudson : claviers
- Clydene Jackson : voix
- Phil Jones : percussions
- Martin Jourard : saxophone
- Jim Keltner : percussions
- Richard Manuel : voix
- Marilyn Martin : voix
- Kurt McGettrick : cor, voix
- Jack Nitzsche : cordes, arrangements
- Dave Plews : trompette
- Daniel Rothmuller : clarinette, violoncelle
- Greg Smith : cor, saxophone, voix
- Stephanie Spruill : voix
- Dave Stewart : basse, guitare, claviers, sitar, voix
- Julia Tillman Waters : voix
- Maxine Waters : voix